# Сенсько (Свентокшиське воєводство)
Сенсько (пол. Sieńsko) — село в Польщі, у гміні Слупія Єнджейовського повіту Свентокшиського воєводства.
Населення — 447 осіб (2011).
У 1975-1998 роках село належало до Келецького воєводства.

## Демографія
Демографічна структура на день 31 березня 2011 року:
|          | Загалом | Допрацездатний вік | Працездатний вік | Постпрацездатний вік |
| -------- | ------- | ------------------ | ---------------- | -------------------- |
| Чоловіки | 210     | 34                 | 145              | 31                   |
| Жінки    | 237     | 49                 | 133              | 55                   |
| Разом    | 447     | 83                 | 278              | 86                   |